# Republican Girls
Il Republican Girls è un torneo professionistico di tennis giocato su campi in cemento indoor. Fa parte dell'ITF Women's Circuit. Si gioca annualmente a Istanbul in Turchia.

## Albo d'oro

### Singolare
| Anno | Campione         | Finalista         | Punteggio |
| ---- | ---------------- | ----------------- | --------- |
| 2011 | Lesja Curenko    | Irina Chromačëva  | 6–1, 7–5  |
| 2012 | Richèl Hogenkamp | Çağla Büyükakçay  | 6–4, 6–3  |
| 2013 | Ksenija Pervak   | Anhelina Kalinina | 6–0, 7–5  |

### Doppio
| Anno | Campioni                         | Finalisti                             | Punteggio        |
| ---- | -------------------------------- | ------------------------------------- | ---------------- |
| 2011 | Ljudmyla Kičenok Nadežda Kičenok | Mervana Jugić-Salkić Ana Vrljić       | 4–6, 6–1, [10–7] |
| 2012 | Çağla Büyükakçay Pemra Özgen     | Nigina Abduraimova Ksenia Palkina     | 6–2, 6–1         |
| 2013 | Çağla Büyükakçay Pemra Özgen     | Sofia Shapatava Anastasіja Vasyl'jeva | 6–3, 6–2         |